# Prostitución en Sudán del Sur
La prostitución en Sudán del Sur es legal, pero las actividades relacionadas con ella, como el ofrecimiento de servicios o los prostíbulos son ilegales.
Desde la independencia de Sudán en julio de 2011, la prostitución se ha expandido considerablemente, sobre todo debido a la afluencia de prostitutas de países africanos cercanos. En la capital, Yuba, el número de prostitutas pasó de unos pocos miles en el momento de la independencia a unas 10 000 en 2014. Yuba tiene un gran porcentaje de residentes extranjeros, incluidos trabajadores humanitarios y personal de la ONU. Muchos de ellos son hombres solteros o casados que viven fuera de casa. Su relativa riqueza ha atraído a mujeres y niñas de Sudán del Sur y también de Kenia, Congo, Uganda y Jartum (Sudán).
Las trabajadoras del sexo son objeto de acoso y brutalidad policial.
El tráfico sexual, la prostitución infantil y el VIH son problemas en el país.

## VIH
Debido a los largos periodos de guerra (segunda guerra civil sudanesa y guerra civil de Sudán del Sur), las campañas de prevención del VIH se han quedado rezagadas con respecto a otros países africanos. Los datos sobre el VIH en el país son escasos, pero se calcula que la prevalencia es del 2,6 % entre los adultos y del 21 % entre los profesionales del sexo, aunque ONUSIDA advierte de que puede convertirse en una epidemia en 10 años si no se aborda el problema adecuadamente.
La falta de concienciación, la escasez de preservativos, la reticencia de los clientes a utilizarlos cuando están disponibles y el acceso limitado a la atención sanitaria son factores que contribuyen a la propagación del VIH entre los profesionales del sexo y sus clientes. En 2014, los profesionales del sexo pidieron al gobierno que promoviera el sexo seguro.

## Prostitución infantil
La prostitución infantil es un problema en el país, especialmente en Yuba. Muchas de las niñas son víctimas de la trata, algunas desde el interior de Sudán del Sur, otras desde Eritrea, Etiopía y Somalia. En Juba se estimaba que había 3 000 niños de la calle en 2014, de los cuales se cree que unas 500 niñas ejercen la prostitución.

## Tráfico sexual
Sudán del Sur es país de origen y destino de hombres, mujeres y niños sometidos al tráfico sexual. Las mujeres y niñas sursudanesas, especialmente las de zonas rurales o desplazadas internas, se ven obligadas a participar en actos sexuales comerciales. Las niñas son objeto de tráfico sexual en restaurantes, hoteles y burdeles de centros urbanos, a veces con la participación de funcionarios corruptos encargados de hacer cumplir la ley. Las niñas son obligadas a contraer matrimonio, a veces como compensación por asesinatos interétnicos; algunas pueden ser sometidas posteriormente a esclavitud sexual. Empresarios sursudaneses y extranjeros reclutan a hombres y mujeres de países de la región, especialmente de Eritrea, Etiopía y Somalia, así como a mujeres y niños, con ofertas fraudulentas de oportunidades de empleo en hoteles, restaurantes y construcción; muchos son sometidos a trata con fines sexuales. En ocasiones, las autoridades ayudaron a los traficantes a cruzar las fronteras internacionales, y algunos funcionarios del país compraron sexo a víctimas de trata de menores, facilitaron la trata de menores con fines sexuales o protegieron a establecimientos que explotaban a las víctimas en el comercio sexual.
El conflicto violento aumentó el número de desplazados internos a 1,9 millones y el de refugiados en los estados vecinos a casi 1,5 millones. Según estimaciones de la ONU, 20 000 menores no acompañados que se encontraban en campos de refugiados o se desplazaban de un campo a otro, sobre todo al cruzar la frontera entre Kenia y Sudán del Sur y entre la República Democrática del Congo y Sudán del Sur, eran vulnerables a los secuestros con fines de trata con fines sexuales. Continuaron los secuestros interétnicos, así como los perpetrados por elementos delictivos externos, entre algunas comunidades de Sudán del Sur, especialmente en los estados de Jonglei, Unidad y Gran Alto Nilo. En años anteriores, los secuestros también fueron generalizados en los estados de Warab, Bar el Gazal y Lagos. Algunas secuestradas fueron sometidas a trata con fines sexuales.
En 2017, la Oficina de Vigilancia y Lucha contra la Trata de Personas del Departamento de Estado de los Estados Unidos clasificó a Sudán del Sur como país de "nivel 3".